# ロアノーク駅 (バージニア州)
ロアノーク駅（英語：Roanoke station）はアメリカ合衆国バージニア州ロアノーク ノーフォーク・アベニュー・サウスウェスト55にある駅。 全米各地を結ぶ旅客鉄道のアムトラックが乗り入れる。

## 概要
ロアノーク駅に停車する列車は1979年に一度、廃止された。2017年10月30日に関係者を集めて開業記念式典が開催され、2017年10月31日、38年ぶりに当駅を発着する列車の営業が再開された。

## 利用可能な鉄道路線／列車
アムトラックの停車する列車は下記の通り。
ボストンとロアノーク間の昼行長距離列車ノースイースト・リージョナル … 1本 出発（平日）

## バス
当駅から乗車できるバスは以下の通り。
中長距離バス
グレイハウンド
路線バス
バレーメトロ (Valley Metro) 